# Wanda Falkowska
Wanda Maria Falkowska-Szymańska (ur. 16 stycznia 1924 w Łodzi, zm. 5 sierpnia 1992 w Warszawie) – polska dziennikarka specjalizująca się w tematyce prawnej, związana m.in. z „Polityką”, „Tygodnikiem Solidarność” i pismami drugiego obiegu w latach 80.

## Życiorys
W 1950 ukończyła studia ekonomiczne w Szkole Głównej Planowania i Statystyki w Warszawie, a w 1952 studia prawnicze na Uniwersytecie Warszawskim. Od 1947 pracowała jako dziennikarka, kolejno w „Rzeczpospolitej” (1947-1949), „Gazecie Handlowej” (1949-1956), „Prawie i Życiu” (1956-1969) i „Polityce” (1969-1981). W latach 1958–1981 współpracowała także z tygodnikiem „Przekrój”, dla którego publikowała felietony w rubryce Kronika sądowa. Publikowała przede wszystkim reportaże sądowe, artykuły na tematy społeczno-prawne. Wydała książki: Za ladą (1954), W imieniu prawa (1961), Kim jesteś? (1971) I kłamstwo zabija (1973), Pół prawdy (1976), Romans z paragrafem (1984). Była też scenarzystką filmu Nie zaznasz spokoju (1977). Wraz z Barbarą Seidler jest autorem scenariusza dwóch komiksów z serii Kapitan Żbik: Gdzie jest jasnowłosa? (1974) i Wyzwanie dla silniejszego (1975).
W 1980 zaangażowała się w inicjatywy niezależne w ramach Stowarzyszenia Dziennikarzy Polskich, była m.in. wiceprzewodniczącą Naczelnego Sądu Dziennikarskiego, przewodniczącą Klubu Publicystów Prawno-Społecznych. W 1981 publikowała w „Tygodniku Solidarność”, w latach 80. w prasie niezależnej (m.in. „Tygodniku Wojennym”, piśmie „Wola”, „Przeglądzie Wiadomości Agencyjnych”). Była także członkiem zarządu Stowarzyszenia Opieki na Więźniami Patronat. W 1989 uczestniczyła w obradach Okrągłego Stołu jako ekspert w podzespole ds. reformy prawa i sądów.
W PRL odznaczona Krzyżem Kawalerskim Orderu Odrodzenia Polski.